# Billy Gibson
William James (Billy) Gibson (Merritt, 22 april 1927 - Lethbridge, 29 augustus 2006) was een Canadees ijshockeyer.
Gibson won met zijn ploeg Lethbridge Maple Leafs als de Canadese vertegenwoordiging de wereldtitel in Parijs in 1951.
Gibson was met zijn ploeg de Edmonton Mercurys de Canadese vertegenwoordiging tijdens de Olympische Winterspelen 1952 in Oslo, Gibson speelde mee in alle acht de wedstrijden en was met vijftien doelpunten de topschutter van het toernooi. Gibson won met de Canadese ploeg de olympische gouden medaille.